# Задобар'є
45°32′ пн. ш. 15°29′ сх. д. / 45.53° пн. ш. 15.48° сх. д.
Задобар'є (хорв. Zadobarje) — населений пункт у Хорватії, у Карловацькій жупанії у складі міста Карловаць.

## Населення
Населення за даними перепису 2011 року становило 373 осіб.
Динаміка чисельності населення поселення: